# Muồng hoa pháo

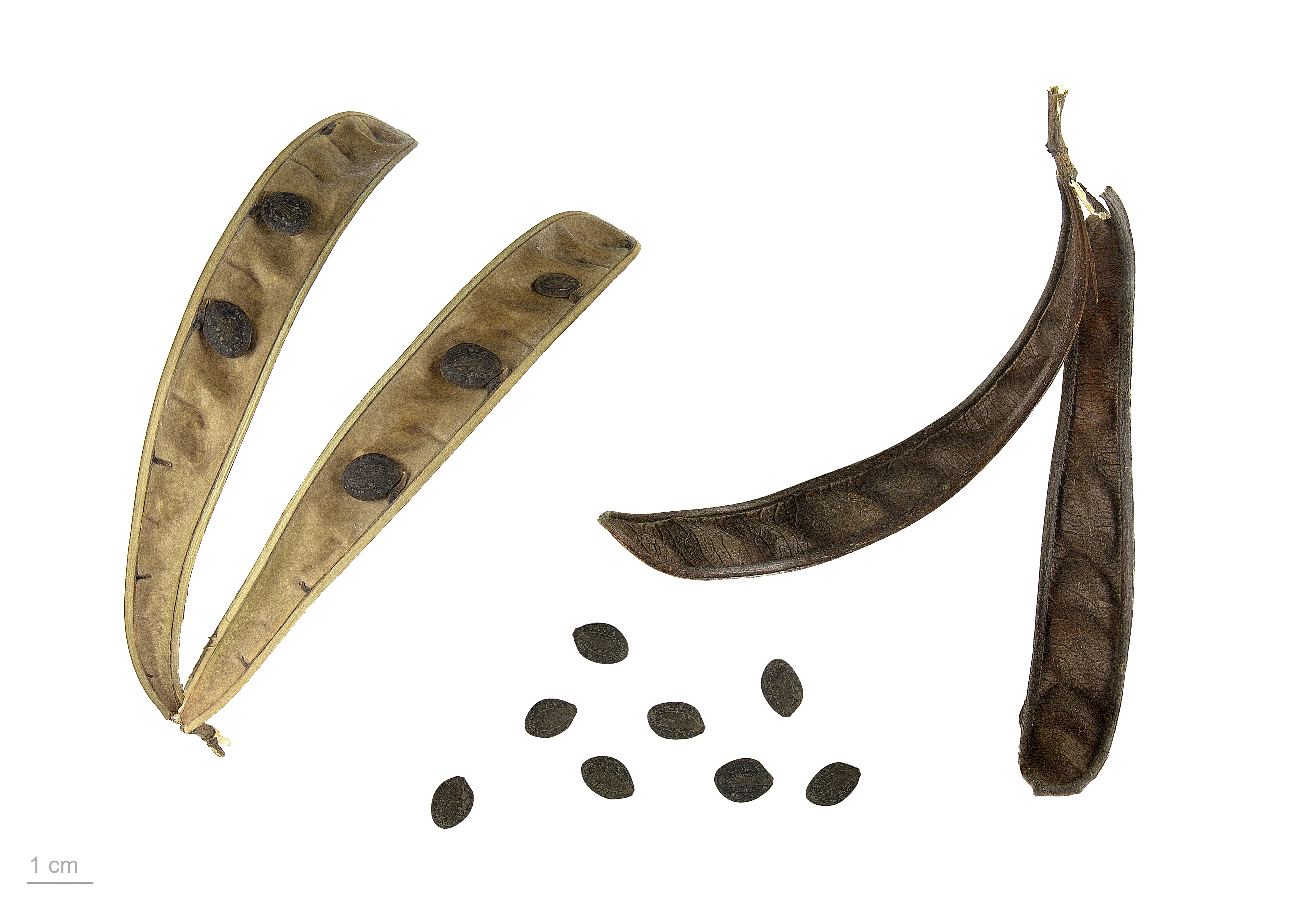
Calliandra calothyrsus

Calliandra calothyrsus là một loài thực vật có hoa trong họ Đậu. Loài này được Meisn. miêu tả khoa học đầu tiên năm 1848.